# Chinesische Glocke in Marmande

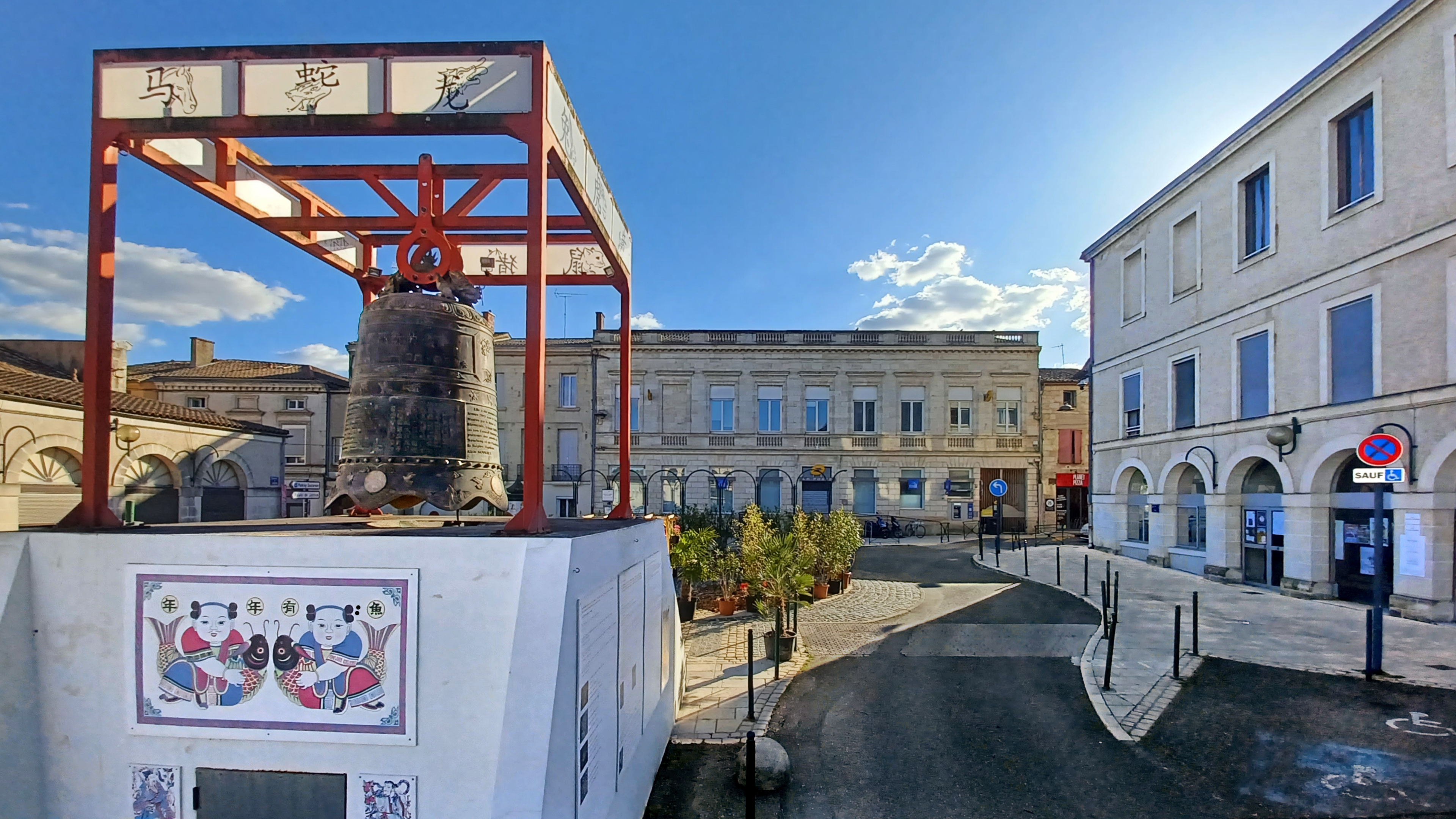
Chinesische Glocke in Marmande, April 2024

Die Chinesische Glocke in Marmande ist eine Bronzeglocke, die in der südwestfranzösischen Stadt Marmande auf der Place de Verdun aufgestellt worden ist. Sie stammt aus der Partnerstadt Yuncheng und wurde am 13. Februar 2013 von dem damaligen Bürgermeister Gérard Gouzes eingeweiht. Sie stammt von der Gießerei in der Stadt Wuhan und hat den Gemeindeetat mit 215.000 Yuan (damals ca. 28.000 Euro) belastet. Zuzüglich Transport, Zoll, Konzeption, Aufbau usw. beliefen sich die Kosten auf 68.000 Euro.

## Standort

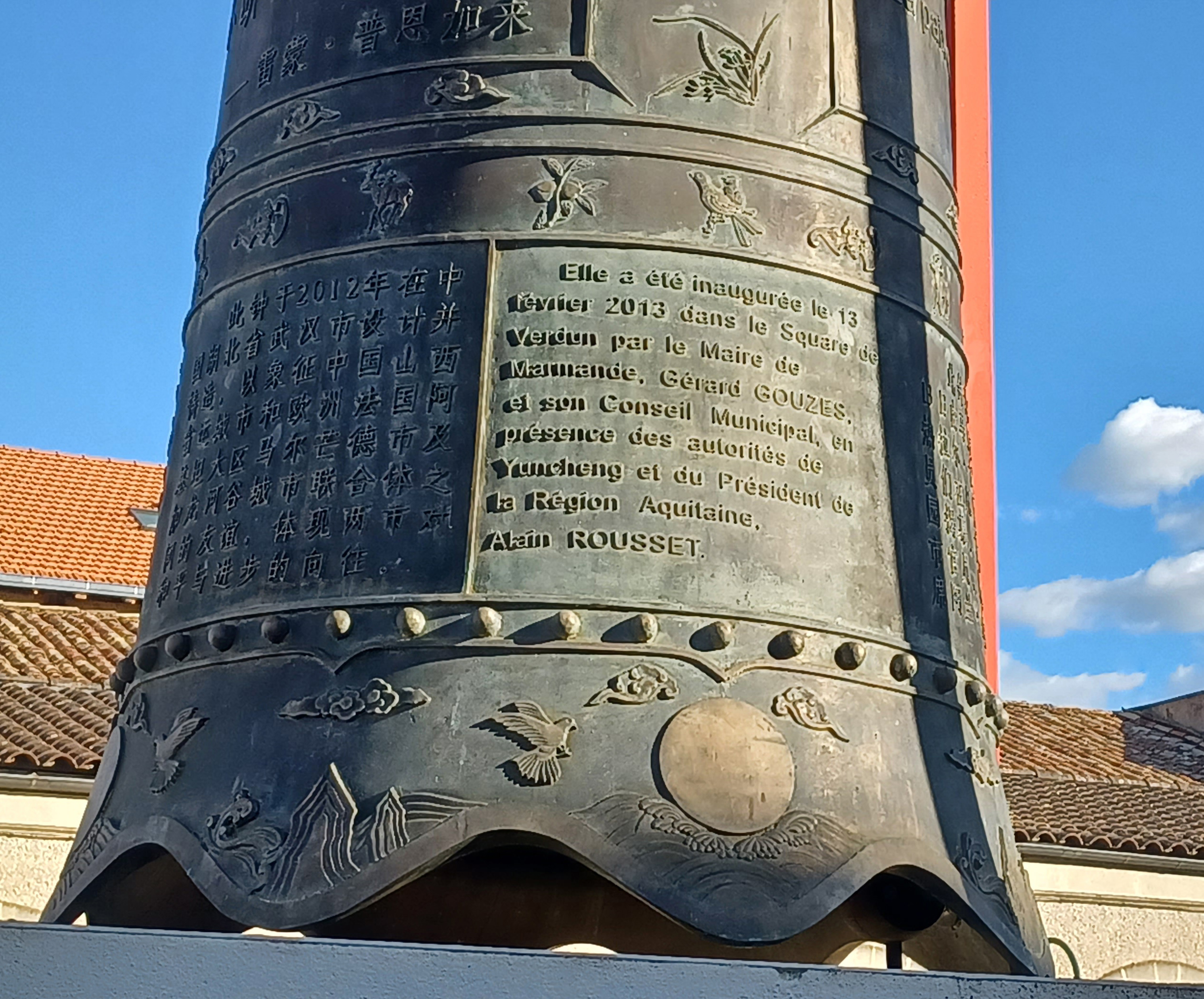
Widmungstext in Französisch und einige der Symbole im Detail

Die Glocke ist öffentlich zugänglich. Sie befindet sich an zentraler Lage vor dem Postamt in der Mitte des Platzes unmittelbar vor dem Stadtwappen, das mit Pflastersteinen in den Boden eingelassen ist. Sie nimmt den Platz zweier Autostellplätze ein, die dafür aufgegeben wurden, und hängt an einem rot gestrichenen Gerüst über einem weißen Informationsgehäuse mit Informationstafeln, in dessen Innerem ein Glockenklöppel die Glocke schlagen kann. Dieses Schlagwerk ist auf 12 Uhr mittags eingestellt. Nur wenn die Glocke an der richtigen Stelle angeschlagen wird, ertönt ihr harmonischer Klang.
Zusätzlich sind ringsum die Tierkreiszeichen angeschlagen. Die Glockenform entspricht dem traditionellen, buddhistischen Aussehen. In China wird sie „Große Glocke mit harmonischem Klang“ genannt. Die Glocke wird von einem Doppeldrachen gekrönt. Nach chinesischer Legende hat dieser Drachen neun Söhne. Der vierte Sohn, Pu Lao, ist für sein „harmonisches Brüllen“ berühmt, was selbst heutige Stahlarbeiter nach vollendetem Guss noch seinen Namen ausrufen lässt. Auf dem Drachen sitzt die Feuerperle, die sich durch Weisheit und Wissen auszeichnet: „Der Drache, der die Perle trägt, verwandelt sich in kosmische Energie und Bewegung. Wenn die Perle häufig auf dem Pu Lao zu finden ist, liegt das daran, dass die Perle auch dafür bekannt ist, dass sie jeden Wunsch in Erfüllung gehen lässt. Deshalb wird die Glocke traditionell dreimal angeschlagen, wenn man sich etwas wünscht.“ Dies geschieht gemäß der Lotosblütensymbolik in dem Reliefband: Die Vergangenheit (Die Saat), die Gegenwart (Blume) und die Zukunft (Frucht).
Die Glocke misst 2 Meter Höhe, 1,2 m Durchmesser und sie wiegt 1,5 t. Sie ist übersät mit Schriftzeichen, die auf die neu gegründete Partnerschaft der beiden Städte hinweisen. Nach dem buddhistischen wie taoistischen Glauben fliegen die Zeichen alle in den Himmel, womit ihnen ihre große Bedeutung verliehen werde.

## Politikum
Der Ankauf und die Aufstellung der Glocke waren in der südfranzösischen Kleinstadt nicht unumstritten. Bürgermeister Gouzes äußerte sich damals, die Glocke würde eine Attraktion und werde Besucher anziehen. Kritisiert wurde damals unter anderem, dass der geplante Standort mit der Erinnerung an die Schlacht um Verdun bereits ein „Menschenrechtsplatz“ sei. Auch wurde bezweifelt, ob diese Aktion unmittelbar im Vorfeld der Kommunalwahlen 2014 vorteilhaft für seine Partei sei – er selbst trat aus Altersgründen nicht mehr zur Wahl an.
Seitdem sind die Kritiken verstummt, doch findet dieses zentrale Symbol der Städtepartnerschaft verwaltungstechnisch nur noch wenig Beachtung. Teile der Beschriftung sind zugewachsen, die rote Stahlkonstruktion benötigt einen neuen Anstrich und eine Tafel mit den Tierkreiszeichen ist abgefallen.